# Balmaceda reducta
Balmaceda reducta är en spindelart som beskrevs av Arthur M. Chickering 1946. Balmaceda reducta ingår i släktet Balmaceda och familjen hoppspindlar. Inga underarter finns listade.